# 東松山市
東松山市（日语：／ Higashimatsuyama shi */?）是位於日本埼玉縣中央的城市，人口約9萬人，縣內分區屬西部地域（或川越比企地域）北端。當地在古時是多條街道通過的交通要地，鎌倉時代起為松山城（城址在本市旁的比企郡吉見町）的城下町，之後成為松山陣屋的陣屋町，是比企地域的中心都市。

## 概要
1954年（昭和29年），東松山市成為埼玉縣下第12個市，也是縣內東上線沿線第二個市（次於川越市）。當地搭乘東上線至池袋約50～55分左右，搭乘TJ Liner可縮短至45分左右，是東京的臥城之一。氣候上屬太平洋式氣候，冬天受到秩父山風影響，較為寒冷。

## 人口
人口在1990年初達到高峰，之後開始下滑，最近因高坂東地區住宅開發等因素再度增加。此外，本市附近因大學眾多，20歲左右人口比率較高。
| 東松山市人口分布圖 |                                                 |  |
| 東松山市與日本全國年齡別人口分布比較圖 （2005年資料） | 東松山市的年齡、男女別人口分布圖 （2005年資料） |  |
| ■紫色是東松山市 ■綠色是全国 | ■藍色是男性 ■紅色是女性                         |  |
| 東松山市人口變化 \| 1970年 \| 50,383人 \| \| \| 1975年 \| 57,684人 \| \| \| 1980年 \| 63,889人 \| \| \| 1985年 \| 70,426人 \| \| \| 1990年 \| 84,394人 \| \| \| 1995年 \| 93,342人 \| \| \| 2000年 \| 92,929人 \| \| \| 2005年 \| 91,302人 \| \| \| 2010年 \| 90,103人 \| \| \| 2015年 \| 91,445人 \| \| \| 2020年 \| 91,791人 \| \| |                                                 |  |
| 資料來源：日本總務省統計中心提供之人口普查數據 |                                                 |  |
| 1970年 | 50,383人                                        |  |
| 1975年 | 57,684人                                        |  |
| 1980年 | 63,889人                                        |  |
| 1985年 | 70,426人                                        |  |
| 1990年 | 84,394人                                        |  |
| 1995年 | 93,342人                                        |  |
| 2000年 | 92,929人                                        |  |
| 2005年 | 91,302人                                        |  |
| 2010年 | 90,103人                                        |  |
| 2015年 | 91,445人                                        |  |
| 2020年 | 91,791人                                        |  |

## 地理
位於埼玉縣的中央位置，被稱為埼玉之臍。北緯36度通過市內，與美國拉斯維加斯、伊朗德黑蘭同緯度。關越自動車道練馬起點36.4公里處（西本宿地內）設有標識。

### 地形
本市中央部至西部、東南部屬東松山台地，南部屬高坂台地，兩台地上東武東上線車站周邊人口聚集，北部屬比企丘陵，西南部屬岩殿丘陵東端，多新興住宅團地。此外，都幾川與越邊川流域周邊低地為田園地帶，但在近年土地重劃下已開始轉變為住宅地。
- 河川
  - 都幾川（日语：都幾川）：月田橋 - 鞍掛橋 - 神戶大橋 - 稻荷橋 -都幾川橋 - 唐子橋 - 東武東上線都幾川橋梁 - 東松山橋（日语：東松山橋） - 新東松山橋（日语：新東松山橋） - 高野橋 - 早俣橋
  - 越邊川（日语：越辺川）：越邊川橋 - 樋之口橋 - 東武東上線越邊川橋梁 - 高坂橋（日语：高坂橋） - 島田橋（日语：島田橋）
  - 市野川（日语：市野川）：境橋 - 辯天橋 - 市之川橋 - 市松橋 - 簗瀨橋 - 一本松橋 - 天神橋 - 市野川橋
  - 九十九川（日语：九十九川）：中里橋 - 平塚橋 - 九十九橋 - 谷川大橋 - 新九十九橋
  - 滑川（日语：滑川 (埼玉県)）：上橋 - 中橋 - 野田橋 - 前川橋 - 松平橋 - 東松平橋 - 向台橋 - 不動橋
  - 月中川
  - 角川
  - 和田吉野川（日语：和田吉野川）
  - 新江川（日语：新江川）
- 湖沼 - 上沼、下沼、西明寺沼、天皇沼、關根沼、長戶呂沼、大沼、藥師寺沼

### 鄰接自治體
- 坂戶市
- 熊谷市
- 比企郡滑川町
- 比企郡吉見町
- 比企郡鳩山町
- 比企郡川島町
- 比企郡嵐山町

## 歷史

### 市制施行以前
現在市中心地區在市制施行前稱為松山町，在過去是1333年築城的松山城城下町。城下町時代，松山城大手門、鴻巢道沿線（現在松本町至本町一帶）是最為繁榮的地區，稱松山新宿。另外街道通過的本町至材木町一帶稱松山本鄉。此外，現在本町1丁目交差點設有被稱作札之辻的高札場。
德川家康入主關東後，松平家廣入松山城，立松山藩。之後松平忠賴移封濱松城，松山城廢城，此地成為川越藩藩領，松山新宿隨之廢除，松山本鄉成為發展中心。
江戶時代，江戶幕府整備五街道與脇往還，江戶經高坂至上州的川越、兒玉往還（川越道）與八王子經高坂、松山至日光的千人同心街道（日光脇往還道）通過本地，設有松山宿與高坂宿。
幕末，川越藩主松平直克移封前橋藩，為管理比企郡、高麗郡、入間郡、埼玉郡周邊6萬石土地，1867年設置松山陣屋，武家與相關人士、家族大量移入。
明治時代，陸續劃入入間縣、熊谷縣及埼玉縣。
1883年，日本鐵道（現JR高崎線）開通，同時松山町〜鴻巢站的巴士「松山乘合自動車」開業。1903年規劃通過松山町的東上鐵道（現東武東上本線），1923年開通至武州松山站。市內設有高坂站、武州松山站（現東松山站）兩站。
第二次世界大戰時期，唐子地區設有陸軍松山飛行場，吉見町吉見百穴附近有中島飛行機（現富士重工業）的地下工廠，是軍事色彩濃厚的城鎮。

### 市制施行以後
1954年7月1日，比企郡松山町、大岡村、唐子村、高坂村、野本村合併成立東松山市。
- 市名原先定為「松山市」，但愛媛縣松山市已先行採用，後來以「愛媛縣松山市東方的松山市」命名為「東松山市」。，雖然現在已施行市制超過六十年，但市民與周邊居民仍稱作「松山」。

高度成長期，作為東京臥城，東松山站與高坂站周邊人口快速增加。
1975年8月8日，關越自動車道川越交流道－東松山交流道間開通，逐漸發展成交通、物流的據點。

### 市町村合併
在平成大合併浪潮中，當初有比企廣域市町村圈組合10市町村合併的構想。2003年，比企郡川島町、比企郡鳩山町除外的8市町村成立任意合併協議會，然而未能達成共識，宣告解散。之後，本市與鄰接的比企郡吉見町成立法定合併協議會，最後在雙方未能達成協議下解散。
2006年，合併秩父郡東秩父村飛地。
- 比企地區8市町村合併
  - 2003年3月3日－設立比企地區任意合併協議會（本市、比企郡滑川町、比企郡嵐山町、比企郡小川町、比企郡都幾川村（日语：都幾川村）、比企郡玉川村（日语：玉川村 (埼玉県)）、比企郡吉見町、秩父郡東秩父村）
  - 2003年4月1日－設置協議會事務局（東松山市役所內）
  - 2003年5月21日－第4次協議會決議比企地區任意合併協議會解散
- 東松山市、吉見町合併
  - 2003年9月24日－市議會決議推動與吉見町合併
  - 2003年12月1日－設立東松山市、吉見町合併協議會（法定），同日設置事務局（東松山市役所內）
  - 2004年9月14日－東松山市議會決議退出東松山市、吉見町合併協議會
  - 2004年9月15日－第13次協議會，東松山市、吉見町合併協議會決定解散
  - 2004年10月31日－合併協議會廢止
- 東松山市、東秩父村飛地合併
  - 2006年－報導本市與東秩父村飛地合併。
  - 2008年4月23日－東秩父村議會成立編入合併推進特別委員會
- 3市町村合併
  - 2008年7月7日－東松山、滑川、東秩父3市町村決定將在8月22日成立比企地域合併推進議員連絡協議會。
  - 2009年9月17日－東松山、滑川、東秩父的比企地域合併推進議員連絡協議會決定解散。

## 行政

### 首長
- 森田光一（2010年8月5日 - 現職）

### 主要市設施
- 東松山市役所
- 東松山市總合會館
- 市民活動中心（平野、大岡（日语：大岡村 (埼玉県)）、唐子、高坂、高坂丘陵、松山、野本）
- 岩鼻運動公園（日语：岩鼻運動公園）
  - 東松山陸上競技場（日语：東松山陸上競技場）
  - 東松山球場（日语：東松山球場）、中原球場（日语：中原球場）
  - 東松山網球場
  - 東松山足球場
- 東松山市環境中心
- 閃耀（きらめき）市民大學
- 東松山市清潔中心
- 東松山市民醫院
- 東松山市民文化中心（日语：東松山市民文化センター）
- 水道廳舍
- 東松山市總合福祉Area（エリア）

### 國家行政機關
- 法務省埼玉地方法務局（日语：東京法務局）東松山支局
- 東松山稅務署（日语：税務署）
- 厚生勞動省川越公共職業安定所（日语：公共職業安定所）東松山出張所（HelloWork東松山）
- 國土交通省關東地方整備局（日语：関東地方整備局）荒川工事事務所越邊川出張所
- 東松山公證役場

### 縣行政機關
- 東松山地方廳舍
  - 東松山縣土整備事務所
  - 川越比企地域振興中心東松山事務所
  - 東松山縣稅事務所
  - 東松山環境管理事務所
  - 東松山農林振興中心
  - 西部教育事務所東松山分室
  - 川越建築安全中心東松山駐在
- 埼玉縣警察（日语：埼玉県警察）東松山警察（日语：東松山警察署署）
  - 東松山站前交番
  - 高坂站前交番
  - 大岡交番
  - 高坂西交番
  - 唐子駐在所
  - 野本駐在所
- 東松山保健所、比企福祉保健總合中心

### 比企廣域市町村圈組合設施
- 東松山齋場
- 比企廣域消防本部（日语：比企広域消防本部）
  - 消防署（東松山消防署）
    - 消防分署（松山北、高坂）

## 經濟

### 企業
明治維新後，舊松山陣屋士族成立松山製絲工場。1940年（昭和15年），Diesel機器（現博世）在市內設置第一座工廠，帶動本地重工業的發展。現在博世東松山工場仍是該企業在日本國內的工廠重心。
高度成長期，1975年關越自動車道東松山交流道開通，新鄉地區建設東松山工業團地，以交通優勢吸引工廠進駐。本地位於埼玉縣中央地帶，多條通往縣內各地的交通幹道聚集，加上關越自動車道開通、以及附近的首都圈中央連絡自動車道（圈央道），近年演變為重要的物流據點。2012年葛袋地區開始建造東松山葛袋產業團地（暫稱），之後將繼續在石橋、松山、宮鼻、大谷地區設立工業區。。

#### 本社位於本市的企業
- 伊田Technos（日语：伊田テクノス）（承包商）
- JAPAN CARGP（日语：ジャパンカーゴ）（SKYLARK集團物流運輸）
- 丸武（日语：まるたけ）（超市）
- 東松山有線電視（日语：東松山ケーブルテレビ）（有線電視台）
- 野口精機（日语：野口精機）（精密部品）
- Mammy Mart（日语：マミーマート）（超市） - 實質上的本社在埼玉市

#### 設立據點的主要企業
- 博世東松山工場
- 日本製紙化學（日语：日本製紙ケミカル）東松山事業所
- 大倉工業（日语：大倉工業）埼玉工場、東松山製版工場
- GEOSTER（日语：ジオスター）東松山工場
- 大和運輸西埼玉主管支店、西埼玉基地店
- 日本Transcity（日语：日本トランスシティ）東松山營業所
- JBS（ジェービーエス） - 必酷（日语：ビックカメラ）集團埼玉物流中心
- S&B食品（日语：エスビー食品）東松山工場
- SKYLARK東松山工場
- 日賀志屋DELICA（日语：ヒガシヤデリカ）東松山工場
- 普利司通流體技術 （页面存档备份，存于）（ブリヂストンフローテック）東松山工場
- ONEX （页面存档备份，存于）（オーネックス）東松山工場
- 大口製本印刷東松山工場
- 勝工業 （页面存档备份，存于）（マサル工業）東松山工場
- Yaoko（日语：ヤオコー）東松山熟食、生鮮中心
- 島村（日语：しまむら）東松山商品中心

#### 工業區
- 東松山工業團地
- 東松山葛袋產業團地（暫稱） - 建設中

### 商業
東松山自古以來便是比企地方的中心都市，連鎖超市「Mammy Mart」便是起源於本地創業的八百清，此外發跡自比企郡小川町的「島村」連鎖1號店與「日本麥當勞」員工加盟1號店等都在本市。此外，雖然容易受到鐵道連結的川越市與東京都內（池袋）商圈影響，但由於大型商店陸續在此展店，往東京都內的購物流動量正逐漸減少。
東松山站周邊
東松山站東口至市役所周邊地帶，是商業設施與商店街密集的市中心。商店街包括了牡丹通（ぼたん通り）商店街、丸廣通（まるひろ通り）商店街、材木町商店街、一番街商店街等。近年由於購物環境的變化，過去市內最熱鬧的材木町周邊商店街已衰退，轉為聚集至東松山站周邊區域。
高坂站周邊
高坂站西口周邊因多大學通學人口，單身向的店鋪眾多為其特色。
路邊型郊外店
國道407號東松山繞道沿線是路邊型郊外店聚集處，特別是在小松原町〜新宿町之間以及東町（あずま町）周邊。2010年開幕的『PEONYWALK東松山』（ピオニウォーク東松山）是埼玉縣中部地域最大規模的地區型購物商場。

#### 主要商業設施
複合商業設施

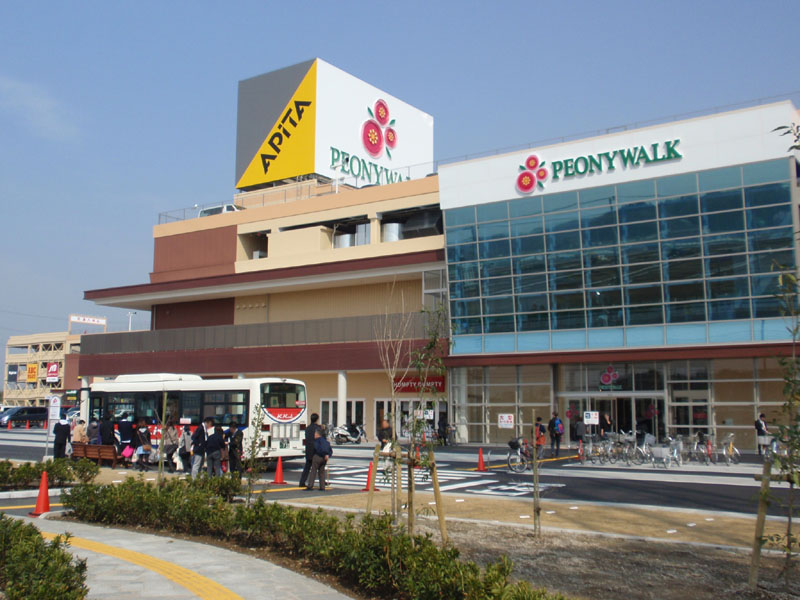
PEONYWALK東松山

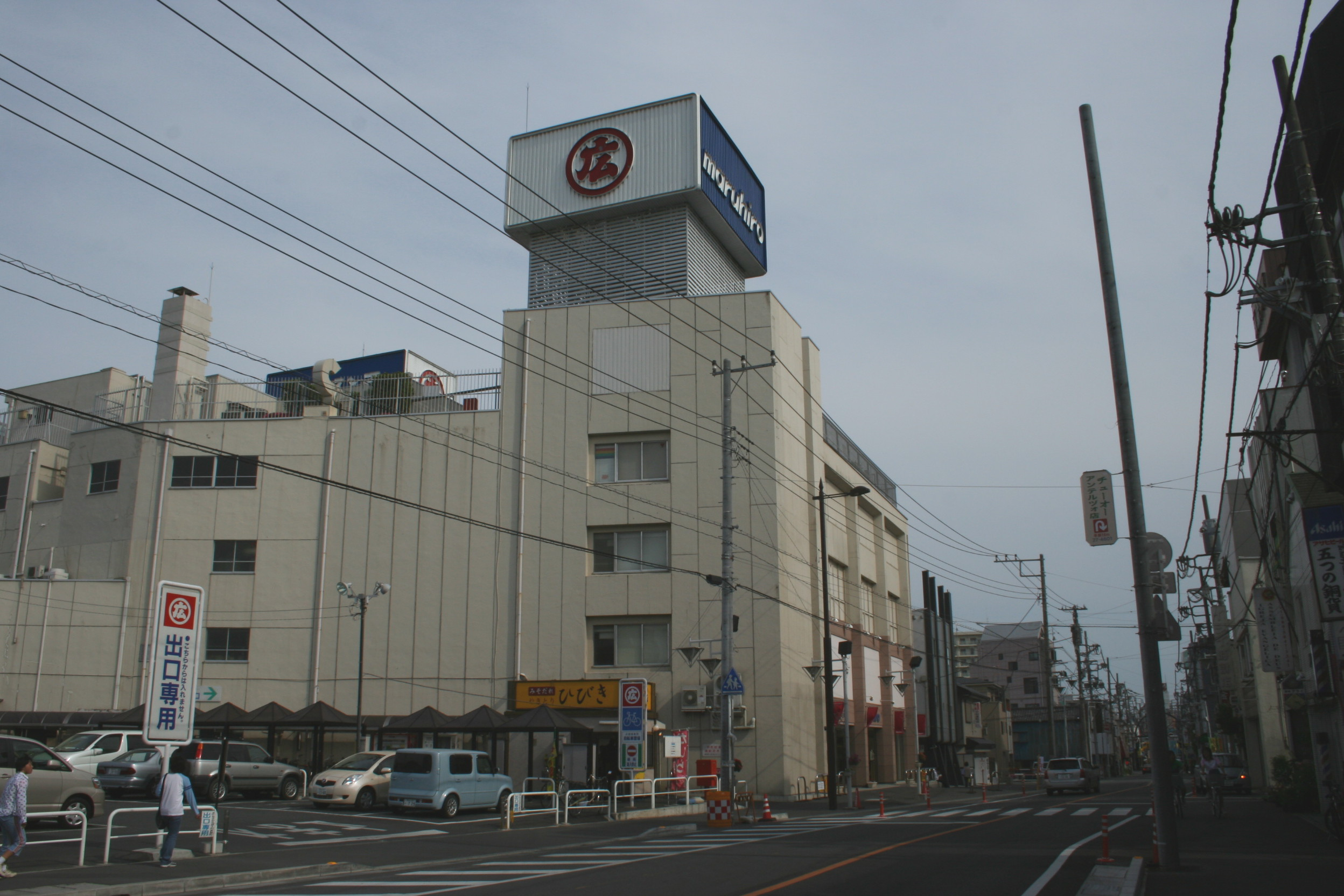
丸廣百貨店東松山店

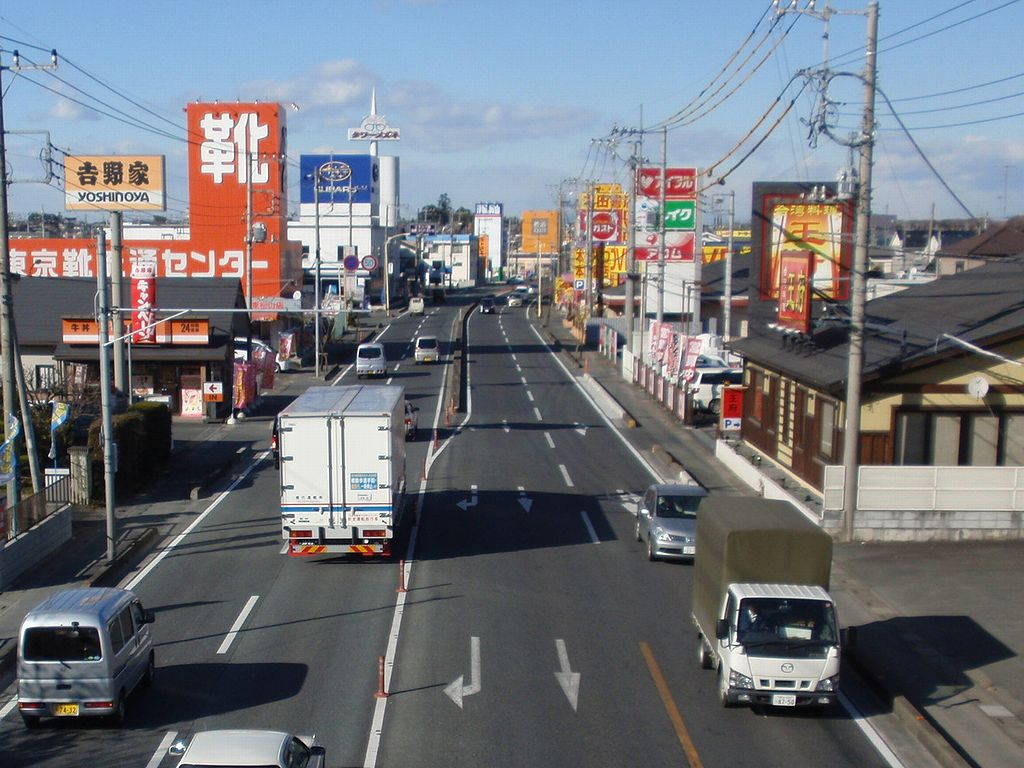
國道407號沿線的商店

- PEONYWALK東松山 - 大型購物商場。名稱來自於本市市花「牡丹 (PEONY) 」。
- LifeGarden東松山 - 蔦屋書店（TSUTAYA）、Seria（日语：セリア (100円ショップ)）、GU、Kasumi（日语：カスミ）等。
- Silpia（日语：シルピア） - HARD OFF（日语：ハードオフコーポレーション）、大創、SHIDAX（日语：シダックス）、acolle（日语：アコレ）等。

百貨店
- 丸廣百貨店東松山店（日语：丸広百貨店東松山店）

綜合超市
- APITA東松山店
- 西友東松山店

食品超市
- Mammy Mart（日语：マミーマート）
  - 松山町店
  - 高坂店
  - 松風台店
  - 澤口町店
- Belc（日语：ベルク (企業)）
  - 砂田店
  - 新鄉店
- Food Square Kasumi（日语：カスミ）東松山店
- OZAM（日语：オザム）東松山店

折扣商店
- MEGA唐吉訶德東松山店
- 伊藤洋華堂THE PRICE（日语：ザ・プライス）東松山店
- [[sundi|サンディ (チェーンストア)}}東松山店
- acolle（日语：アコレ）東松山店
- 業務超市（日语：神戸物産）東松山店

家電量販店
- K's Denki（日语：ケーズホールディングス） PEONYWALK東松山店
- 山田電機Tecc Land東松山店

五金量販店
- CAINZ HOME（日语：カインズ）東松山高坂店
- Sekichu（日语：セキチュー）東松山高坂店
- VIVA HOME（日语：LIXILビバ）東松山店
- ROYAL HOME CENTER（日语：ロイヤルホームセンター）東松山店
- KOMERI（日语：コメリ）東松山店

#### 商店街
- 牡丹通商店街（日语：ぼたん通り商店街）
- 丸廣通（まるひろ通り）商店街
- 材木町商店街
- 一番街商店街

#### 商業團體
- 東松山逸品會

### 金融機關
銀行
- 三菱東京UFJ銀行東松山支店
- 埼玉里索那銀行東松山支店
- 武藏野銀行
  - 東松山支店
  - 高坂支店
- 東和銀行（日语：東和銀行）
  - 東松山支店
  - 高坂出張所
  - 森林公園出張所
  - 東平支店

信用金庫
- 埼玉縣信用金庫（日语：信用金庫）
  - 東松山支店
  - 高坂支店

勞動働金庫
- 中央勞動金庫（日语：中央労働金庫）東松山支店

證券公司
- 水戶證券（日语：水戸証券）東松山支店
- 武藏證券東松山支店

### 農業
- 埼玉中央農業協同組合（日语：埼玉中央農業協同組合）
  - 本店
  - 大岡支店
  - 唐子支店
  - 高坂支店
  - 野本支店

## 姊妹都市
- 奈美根（荷蘭吉德蘭省）

## 地域

### 町域
| - 松山地區 - 本町一丁目、二丁目 - 神明町一丁目、二丁目 - 箭弓町一丁目～三丁目 - 材木町 - 松葉町一丁目～四丁目 - 日吉町 - 加美町 - 松本町一丁目、二丁目 - 松山町一丁目～三丁目 - 御茶山町 - 六反町 - 六軒町 - 五領町 - 新宿町 - 山崎町 - 小松原町 - 砂田町 - 大字松山 - 大字市之川 | - 平野地區 - 澤口町 - 殿山町 - 大字東平 - 大字野田 | - 大岡地區 - 大字大谷 - 大字岡 | - 唐子地區 - 坂東山 - 大字下唐子 - 大字石橋 - 大字葛袋 - 大字神戶 - 大字上唐子 - 大字新鄉 |

| - 高坂地區 - 元宿一丁目、二丁目 - 東町（あずま町）一丁目～四丁目 - 大字高坂 - 大字早俣 - 大字正代 - 大字宮鼻 - 大字毛塚 - 大字田木 - 大字岩殿 - 大字西本宿 - 大字大黑部 - 大字島田 | - 高坂丘陵地區 - 櫻山台 - 白山台 - 旗立台 - 松風台 | - 野本地區 - 美土里町 - 和泉町 - 幸町 - 若松町一丁目、二丁目 - 大字上野本 - 大字下青鳥 - 大字上押垂 - 大字下押垂 - 大字今泉 - 大字古凍 - 大字柏崎 - 大字下野本 - 大字江綱 |

越邊川對岸坂戶市內有一塊東松山市大字田木的飛地。

### 健康
- 東松山市民醫院
- 埼玉成惠會醫院
- 東松山醫師會醫院
- 東松山醫院

### 教育
大學
- 大東文化大學
  - 東松山校區
  - 綠山校區

高等學校
- 埼玉縣立松山高等學校

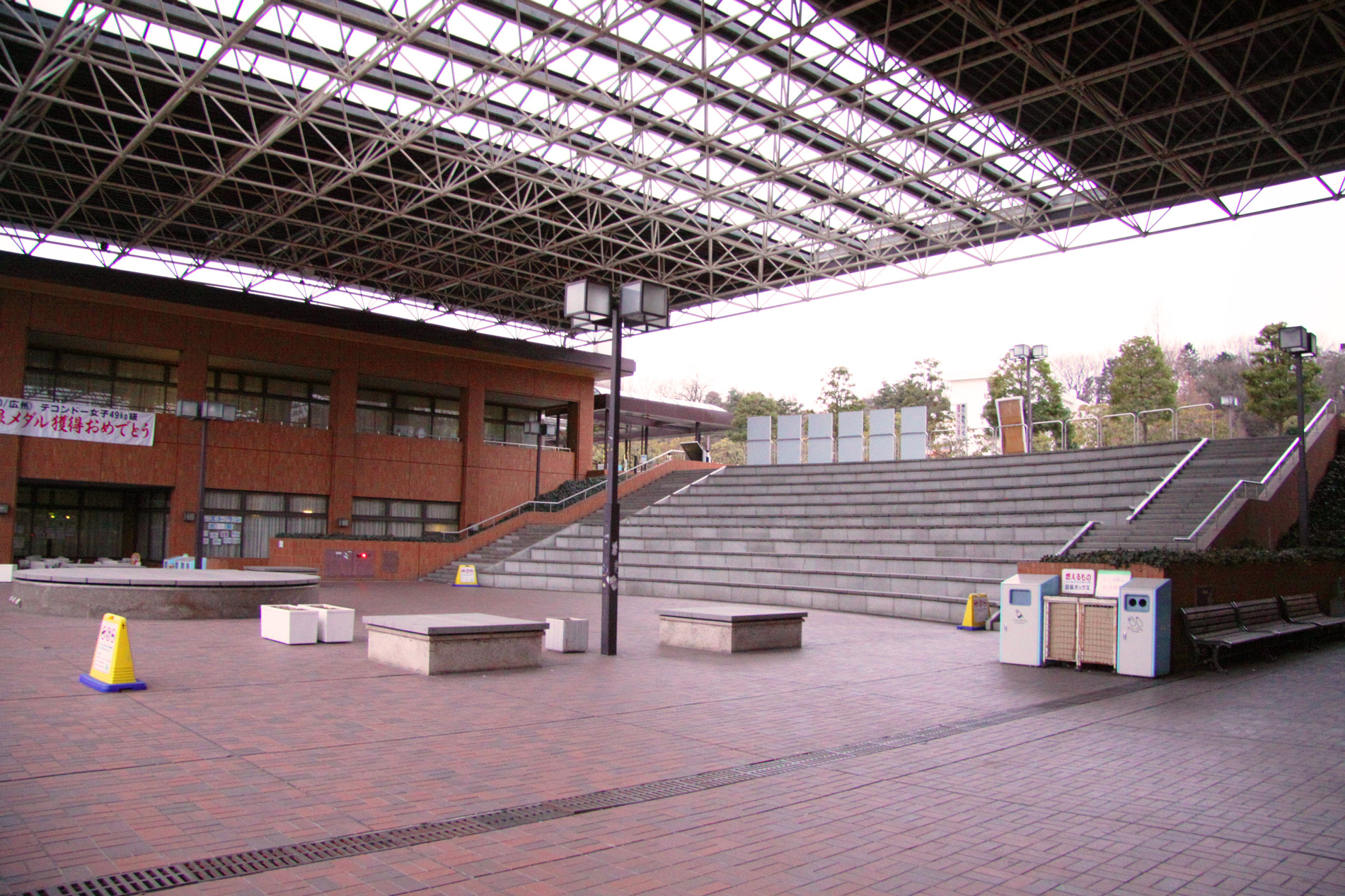
大東文化大學

- 埼玉縣立松山女子高等學校
- 東京農業大學第三高等學校

中學校
- 東松山市立松山中學校
- 東松山市立南中學校
- 東松山市立東中學校
- 東松山市立北中學校
- 東松山市立白山中學校
- 東京農業大學第三高等學校附屬中學校

小學校
- 東松山市立市之川小學校
- 東松山市立大岡小學校
- 東松山市立青鳥小學校
- 東松山市立唐子小學校
- 東松山市立櫻山小學校
- 東松山市立新宿小學校
- 東松山市立新明小學校
- 東松山市立高坂小學校
- 東松山市立野本小學校
- 東松山市立松山第一小學校
- 東松山市立松山第二小學校

特別支援學校
- 埼玉縣立東松山特別支援學校

學校教育以外的設施
- 自動車教習所
  - 東松山自動車學校 - 埼玉縣內第二悠久的駕訓班。

### 圖書館
- 東松山市立圖書館（日语：東松山市立図書館）
- 東松山市立高坂圖書館（日语：東松山市立高坂図書館）
  - 梨之花（なしの花）圖書室

### 郵政
- 東松山郵便局（日语：東松山郵便局）
  - 東松山白山台郵便局
  - 東松山石橋郵便局
  - 東松山平野郵便局
  - 東松山柏崎郵便局
  - 東松山松葉町郵便局
  - 東松山箭弓郵便局
  - 唐子郵便局
  - 高坂郵便局
  - 大東文化大內簡易郵便局

### 都市計畫公園
東松山1人平均可分配公園面積為16.80平方公尺，遠高於埼玉縣全體平均的5.54平方公尺，是埼玉縣內公園最多的市。
- 街區公園
  - 前山公園
  - 材木町第一公園
  - 御茶山町兒童公園
  - 六反町兒童公園
  - 新宿町兒童公園
  - 山崎町兒童公園
  - 箭弓町第一公園
  - 稻荷林公園
  - 中通公園
  - 西久保公園
  - 大門公園
  - 上後原公園
  - 前通公園
- 近鄰公園
  - 新鄉公園
  - 五領町近鄰公園
  - 松風公園（日语：松風公園 (東松山市)）（高坂丘陵1號公園）
  - 千年谷公園（日语：千年谷公園）（高坂丘陵2號公園）
- 地區公園
  - 五領沼公園
  - 駒形公園
  - 唐子中央公園
- 運動公園
  - 岩鼻運動公園（日语：岩鼻運動公園）
- 總合公園
  - 物見山公園
- 都市綠地
  - 下沼公園
  - 松風公園（高坂丘陵1號綠地）
  - 千年谷公園（高坂丘陵2號綠地）
  - 兒澤之森（ちご沢の森）（高坂丘陵3號綠地）
  - 松本町1丁目綠地
  - 上沼公園

## 交通
從本市中心車站東松山站藉由東武東上本線前往池袋站約50分鐘左右（TJ Liner45分鐘），可直通地下鐵有樂町線、副都心線，尖峰時段還可直達新木場站與元町、中華街站。北關東方面，至東上線終點寄居站轉乘JR八高線至高崎站（群馬縣）需約1小時20分鐘左右。另外，東松山站還有往鴻巢站（約20分）、熊谷站（約50分）、川越站（約50分）等的路線巴士。
市內關越自動車道東松山交流道至練馬交流道約39.4公里。國道254號市界處至首都圈中央連絡自動車道（圈央道）川島交流道約3.5公里。

### 鐵路

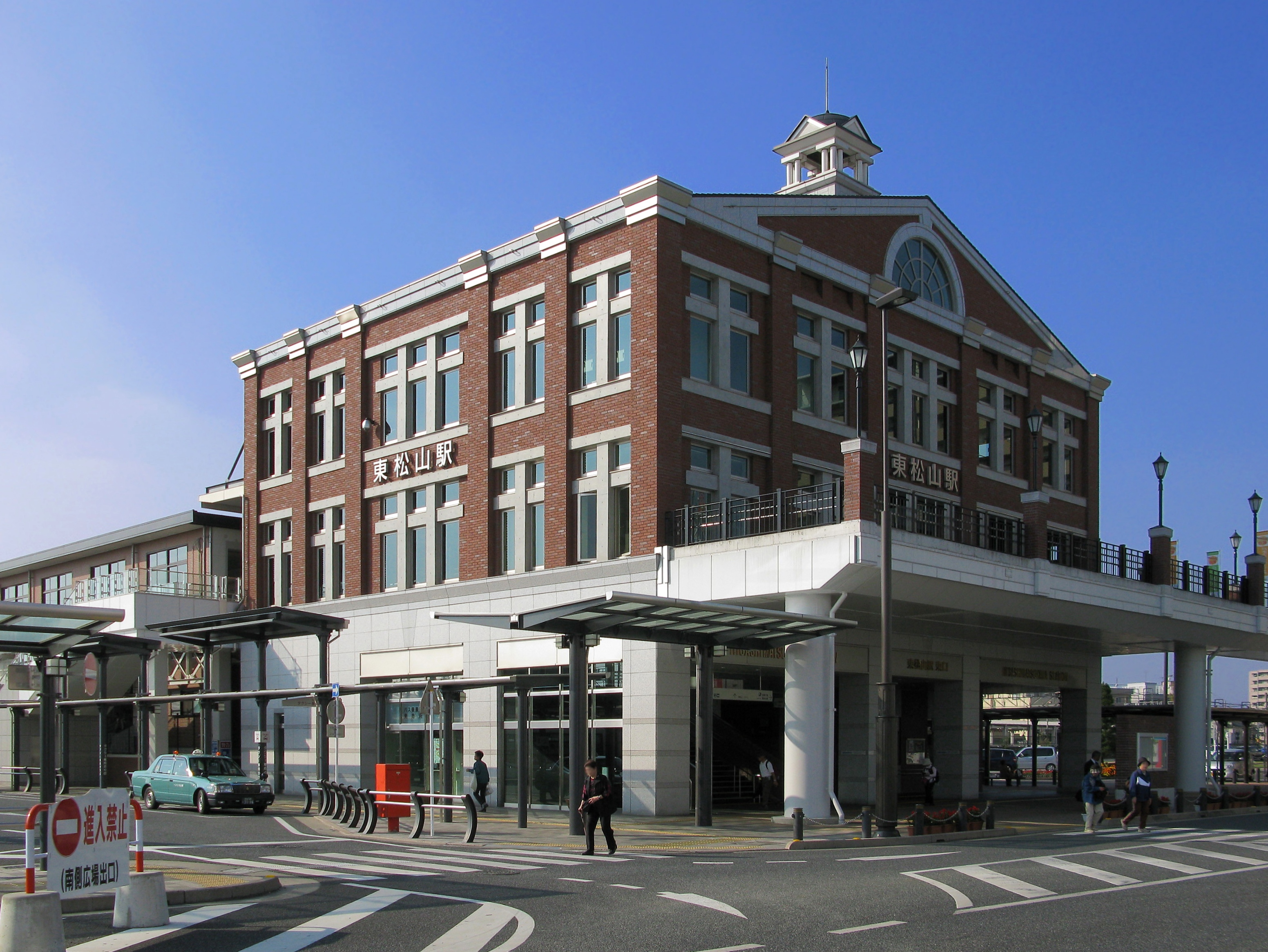
東松山站東口

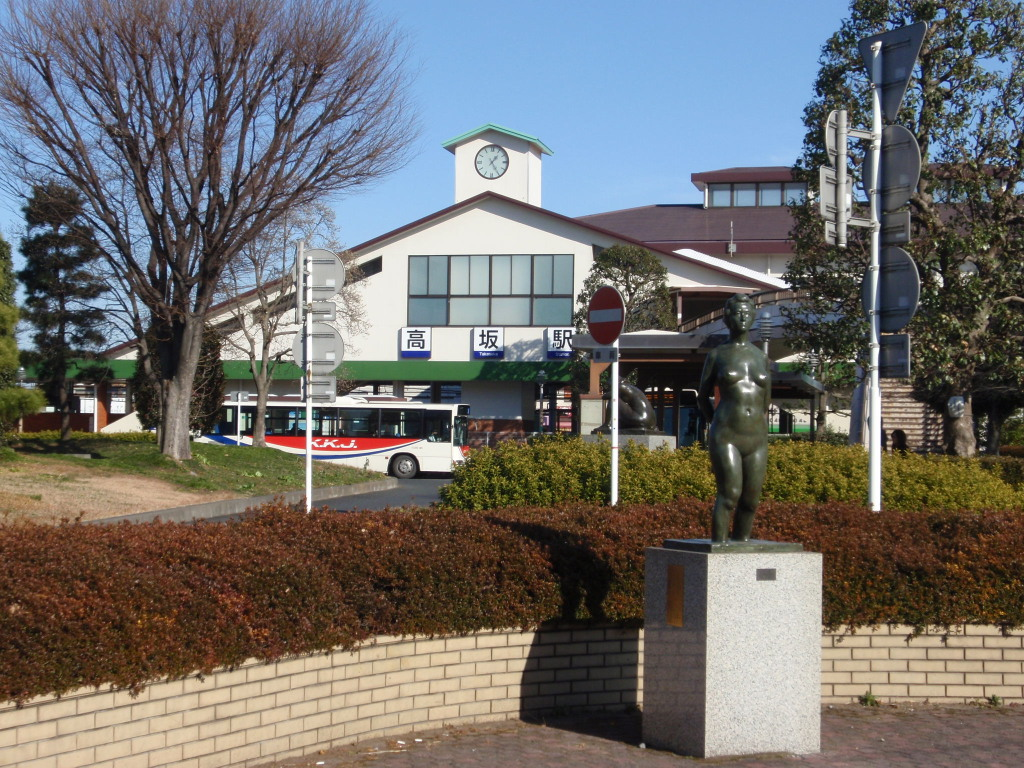
高坂站西口

東武鐵道
- 東上本線：東松山站 - 高坂站

### 路線巴士
- 川越觀光巴士（日语：川越観光バス）（森林公園營業所（日语：川越観光バス森林公園営業所））
  - 東松07：東松山站東口 -My Town（マイタウン）循環 - 東松山站東口
  - 東松10：東松山站東口－Park Town五領（パークタウン五領）
  - 東松02：東松山站東口 - 鴻巢站 - 免許中心（日语：埼玉県警運転免許センター）（鴻巢市）
  - 高01：高坂站西口 - 鳩山新市鎮（日语：鳩山ニュータウン）（鳩山町） - 入西花水木（日语：坂戸ニューシティにっさい）（にっさい花みずき）（坂戶市）
  - 高02：高坂站西口 - 高坂新市鎮 - 東京電機大學本館前（鳩山町）
  - 高03：高坂站東口 - PEONYWALK東松山
- 東武巴士西（日语：東武バス）（川越營業事務所（日语：東武バスウエスト川越営業事務所））
  - 川越02：東松山站東口 - 川越站東口（川越市）
  - 午夜箭號（ミッドナイトアロー）東松山、森林公園站：川越站東口→森林公園站南口（深夜急行巴士）
- 國際十王巴士（日语：国際十王バス）（熊谷營業所（日语：国際十王バス熊谷営業所））
  - 東松山站東口 - 上岡 - 熊谷站（熊谷市）
- 東松山市內循環巴士（日语：東松山市内循環バス）（委託川越觀光巴士運行）
  - 唐子路線：東松山站東口 - 唐子 - 高坂站西口
  - 大谷路線：東松山站東口 - 大谷 - 東松山站東口
  - 野本、高坂路線：東松山站東口 - 野本 - 高坂站西口

### 觀光巴士
- 東松山交通

### 計程車
本市與川越市、所澤市、飯能市、和光市同屬縣西南部交通圈。

### 道路
- 高速道路

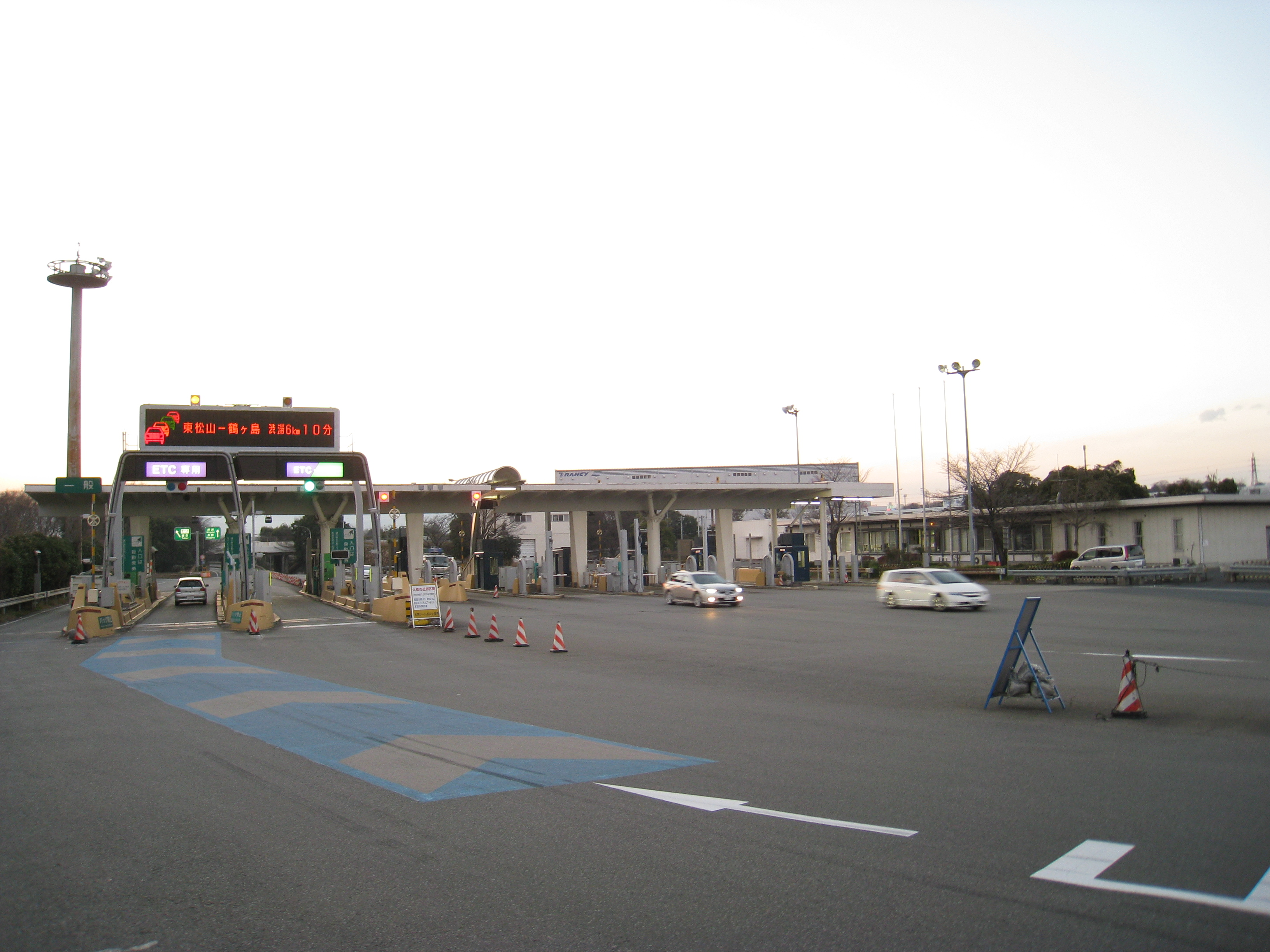
東松山交流道

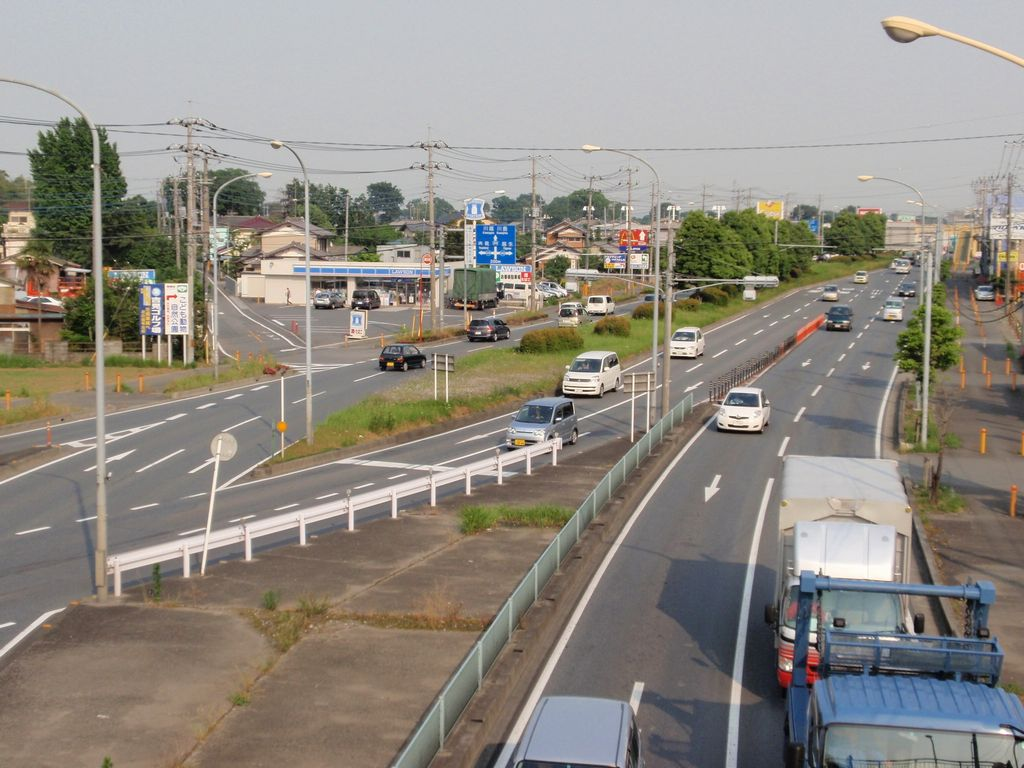
國道254號

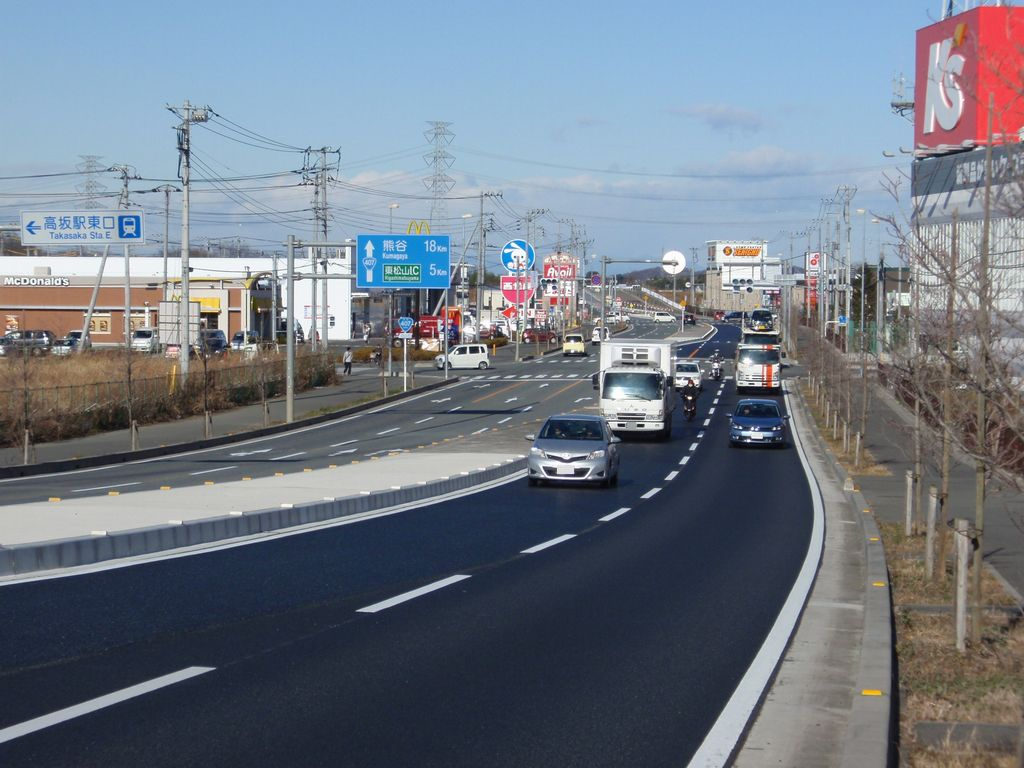
國道407號

  - 關越自動車道（東松山交流道、高坂服務區）
- 一般國道
  - 國道254號 - 東松山繞道（日语：東松山バイパス (国道254号)）、（野本繞道（日语：東松山バイパス (国道254号)）、唐子繞道（日语：唐子バイパス））
  - 國道407號（日语：国道407号） - 東松山繞道（日语：東松山バイパス (国道407号)）
- 縣道
  - 主要地方道
    - 埼玉縣道27號東松山鴻巢線（日语：埼玉県道27号東松山鴻巣線）
    - 埼玉縣道33號東松山桶川線（日语：埼玉県道33号東松山桶川線）
    - 埼玉縣道41號東松山越生線（日语：埼玉県道41号東松山越生線）
    - 埼玉縣道47號深谷東松山線（日语：埼玉県道47号深谷東松山線）
    - 埼玉縣道66號行田東松山線（日语：埼玉県道66号行田東松山線）

  - 一般縣道
    - 埼玉縣道155號埼玉武藏丘陵森林公園自行車道線（日语：埼玉県道155号さいたま武蔵丘陵森林公園自転車道線）
    - 埼玉縣道158號川島兒童動物自然公園自行車道線（日语：埼玉県道158号川島こども動物自然公園自転車道線）
    - 埼玉縣道172號大野東松山線（日语：埼玉県道172号大野東松山線）
    - 埼玉縣道212號岩殿觀音南戶守線（日语：埼玉県道212号岩殿観音南戸守線）
    - 埼玉縣道248號石坂高坂停車場線（日语：埼玉県道248号石坂高坂停車場線）
    - 埼玉縣道249號東松山停車場線（日语：埼玉県道249号東松山停車場線）
    - 埼玉縣道257號冑山熊谷線（日语：埼玉県道257号冑山熊谷線）
    - 埼玉縣道271號今泉東松山線（日语：埼玉県道271号今泉東松山線）
    - 埼玉縣道307號福田鴻巢線（日语：埼玉県道307号福田鴻巣線）
    - 埼玉縣道343號岩殿岩井線（日语：埼玉県道343号岩殿岩井線）
    - 埼玉縣道344號高坂上唐子線（日语：埼玉県道344号高坂上唐子線）
    - 埼玉縣道345號小八林久保田下青鳥線（日语：埼玉県道345号小八林久保田下青鳥線）
    - 埼玉縣道391號大谷材木町線（日语：埼玉県道391号大谷材木町線）

## 名勝、古蹟、觀光地、祭典、活動

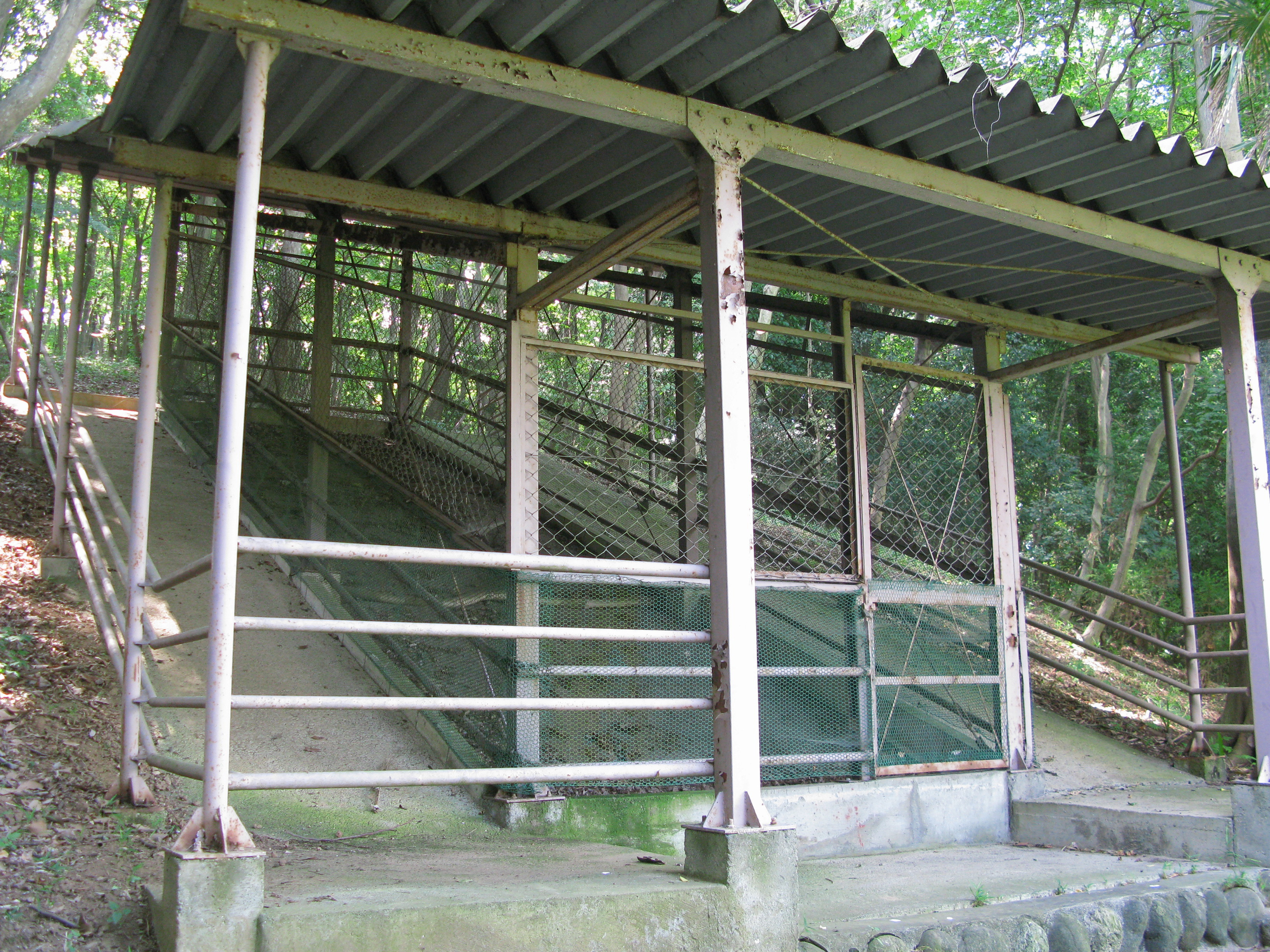
大谷瓦窯跡（國家史跡）

### 名勝

#### 動物園
- 埼玉縣兒童動物自然公園（日语：埼玉県こども動物自然公園）
  - 大東文化大學碧雅翠絲·波特資料館（日语：ビアトリクス・ポター資料館）
  - 國際兒童紀念館「兒童之城」（こどもの城）

#### 展示設施
- 埼玉縣和平資料館（日语：埼玉県平和資料館）
  - 展望塔 - 和平資料館內高41公尺的展望塔
- 原爆圖丸木美術館（日语：原爆の図丸木美術館）
- 高坂站西口雕刻通 - 展示32個高田博厚（日语：高田博厚）雕刻作品

#### 神社、寺社
- 箭弓稻荷神社（日语：箭弓稲荷神社 (東松山市)）
  - 牡丹園 - 牡丹名勝
- 岩殿觀音（日语：正法寺 (東松山市)）（板東十番札所）
- 等覺院木造阿彌陀如來坐像
- 光福寺寶篋印塔
- 上岡觀音（日语：上岡観音）

#### 史跡
- 松山陣屋跡（日语：松山陣屋）
- 大谷瓦窯跡（國家史跡）
- 青鳥城（日语：青鳥城）（縣指定史跡）
- 高坂館跡（日语：高坂館）（縣指定史跡）
- 辯天沼（鳴池，鳴かずの池）

#### 其他
- 物見山（日语：物見山 (埼玉県東松山市)） - 杜鵑名勝
- 東松山牡丹園（日语：東松山ぼたん園） - 與箭弓稻荷神社牡丹園同為牡丹名勝
- 高坂站 - 關東車站百選
- 高坂新市鎮（日语：高坂ニュータウン） - 都市景觀100選（日语：都市景観100選）

### 高爾夫球場
- 高坂鄉村俱樂部（日语：高坂カントリークラブ）
- 東松山鄉村俱樂部（日语：東松山カントリークラブ）
- 川越鄉村俱樂部（日语：川越カントリークラブ）
- 武藏松山鄉村俱樂部（日语：武蔵松山カントリークラブ）
- 清澄高爾夫俱樂部（日语：清澄ゴルフ倶楽部）

### 名物
- 味噌烤串
- 東平地區的梨

### 祭典、活動
- 1月
  - 元旦馬拉松大會（1日／市役所）
- 2月
  - 節分祭（3日／箭弓稻荷神社）
  - 馬頭觀音繪馬市（19日／妙安寺）
- 3月
  - 火伏神事（初牛祭前日／箭弓稲荷神社）
  - 初午祭（初午之日／箭弓稲荷神社）
  - 東松山夢灯路（下旬～4月上旬／上沼、下沼公園周邊）
- 4月
  - 古凍御獅子（15日左右的周日）
  - 牡丹祭（中旬～5月上旬／東松山牡丹園、箭弓稻荷神社牡丹園）
  - 杜鵑花（中旬～下旬／物見山公園）
- 5月
  - 罌粟花（上旬～中旬／東松山市農林公園）
- 7月
  - 初山祭（14日／淺間社）
  - 神戶獅子舞（23、24日附近的周六日／神戶神社）
  - 東松山夏祭、別名「お天王さま」（第四個周六日）
- 8月
  - 高坂天王（上旬／高坂神社）
  - 七夕（上旬／松葉町商榮會、一番街）
  - 東松山森巴嘉年華（第一個周六／牡丹通商店街）
  - 夜來陣屋祭（上旬／丸廣通商店街）
  - 東松山花火大會（下旬／都幾川河濱公園）
- 9月
  - 東平採梨（上旬～）
- 10月
  - 野田獅子舞（14日附近的周日／赤城神社）
  - 上野本獅子舞（15日附近的周日／八幡神社）
  - 下唐子獅子舞（19日附近的周日／唐子神社）
  - 西本宿獅子舞（最後一個周六日／淺間神社）
- 11月
  - 日本三日健走大會（日语：日本スリーデーマーチ）（3日左右的周六日）
  - 金谷搗麻糬舞（23日／金谷冰川神社）
- 12月
  - 市內驛傳競走大會（上旬／東松山陸上競技場）
  - 酉之市（お酉さま）（15日／松山神社）

## 出身名人
- 梶田隆章：東京大學教授，2015年諾貝爾物理學獎得主

## 以東松山為舞台的作品
- 《冬日櫻花》（電視劇） - 在東松山站東口取景。

## 外部連結
東松山市 （页面存档备份，存于）